# Pedrafigueira
Pedrafigueira est un petit village qui se trouve aux alentours de Carnota, commune de la province de La Corogne en Galice (Espagne).
Voici les noms des lieux (en Galice, on nomme ainsi des rassemblements de maisons, de la taille des hameaux) qui se trouvent à Pedrafigueira: A Laxa, O Areal, A Insua, Nóutigos, A Borateira, Lagareiros, Lamas de Castelo, Pedramarrada, Caritido...

## Services
À Pedrafigueira on trouve l'établissemnet du lycée de Carnota, le IES Lamas de Castelo. Il y a aussi une usine de conserves, une coopérative textile et une salle de sports.

## Tourisme
On y trouve aussi des routes de randonnée qui mènent au Bico do Santo (ou sommet du saint), qui est une croix monumentale plantée sur un pic, ce qui reste d'un ancien ermitage dédié à San Sebastián d'un côté, et de l'autre, à la Fervenza de Pedrafigueira (chute de Pedrafigueira), une petite chute d'eau.